# Ghassan Salman Faidi
Ghassan Salman Faidi (غسان سلمان فيضي), de son nom de pinceau Ghassan, né le 19 novembre 1950 à Bassorah, est un peintre irakien, actif en France depuis 1974. Peintre de scènes de vie, intérieurs, il a des tendances post-cubiste.

## Biographie
Ghassan est le quatrième d'une famille de sept enfants. Son père, Dawud Salman Faidi, architecte, décédé en Angleterre en 1956. Sa mère, Zahra Hassan, couturière à domicile, qui élève seule ses enfants en les encourageant respectivement dans leur propre choix professionnel. Ainsi il y a un architecte, un officier de marine, un professeur d'université, deux institutrices et un frère décédé pendant la Guerre Iran-Irak. Ghassan épouse Martine Lenaers en avril 1982, ils ont deux enfants, une fille en 1985 et un garçon en 1990.

## Carrière artistique

### Ses premiers choix
Son père souhaite voir son fils embrasser une activité dans la marine marchande, Ghassan alors âgé de quinze ans, sait déjà qu'il ne peut répondre au souhait de son père, en préférant «l'huile à l'eau», et il fait ses premières gammes dans la bande dessinée. C'est sa vocation et rien ne peut l'occulter. 
Motivé par sa passion, il quitte Bassorah sa ville natale pour entrer à l'Académie des Beaux-Arts de la capitale, comme élève tout d'abord de l'Institut d'Arts plastiques, puis à l'Académie des Beaux-Arts de Bagdad de 1966 à 1970. Il devient dessinateur humoristique à «l'Opinion de Bagdad» et remporte un concours de dessin sous l'égide de l'Alliance française, où on lui souffle l'idée d'un départ salvateur pour le pays de Descartes. Il exerce son activité de dessinateur de presse jusqu'en 1974, date à laquelle où, nanti d'un petit pécule, il opte pour l'exil et part pour Paris. 
Personne ne l'attend dans cette ville, livré à lui-même, pour subsister, il joue du luth arabe dans le métro et propose ses dessins aux usagers. Remarqué par un peintre montmartrois qui l'invite sur la butte, c'est la fin de la séquence d'errance pour le temps des caricatures place du Tertre. La peinture vient à son heure frapper l'imagination de Ghassan, doucement, sans forcer le destin. Il séjourne à Paris de 1974 à 1980 où il fréquente comme élève du professeur Bertholle, l'école des Beaux-Arts. À partir de 1985, il participe à des expositions collectives et montre des ensembles de ses peintures dans des expositions personnelles. En 1996, il décide de partager son temps entre Paris et Angles, petite commune située dans le département de la Vendée, où il s'installe
Dans une première période, ses peintures reflètent, peut-être à travers le regard des femmes prostrées, les souffrances de son pays d'origine, la dictature, la guerre. Dans la période suivante, il parvient à croire à nouveau à un bonheur possible. Dans une construction un peu "savante", inspirée de la technique du collage et du post-cubisme, mais surtout de l'exubérance décorative et colorée des arts populaires du Moyen-Orient, il chante la femme en tant que source de la vie. Dans ses dernières réalisations, la recherche de la matière, les compositions, les couleurs se veulent plus sensuelles. Il y a comme une volonté de renaissance, de lumière après la nuit, l'amour aux couleurs vives et chatoyantes, la vie reprend ses droits inaltérables et ouvre une nouvelle partition dans l'œuvre maîtresse de Ghassan.

### Hommage à la femme
- C'est une constante pour Ghassan

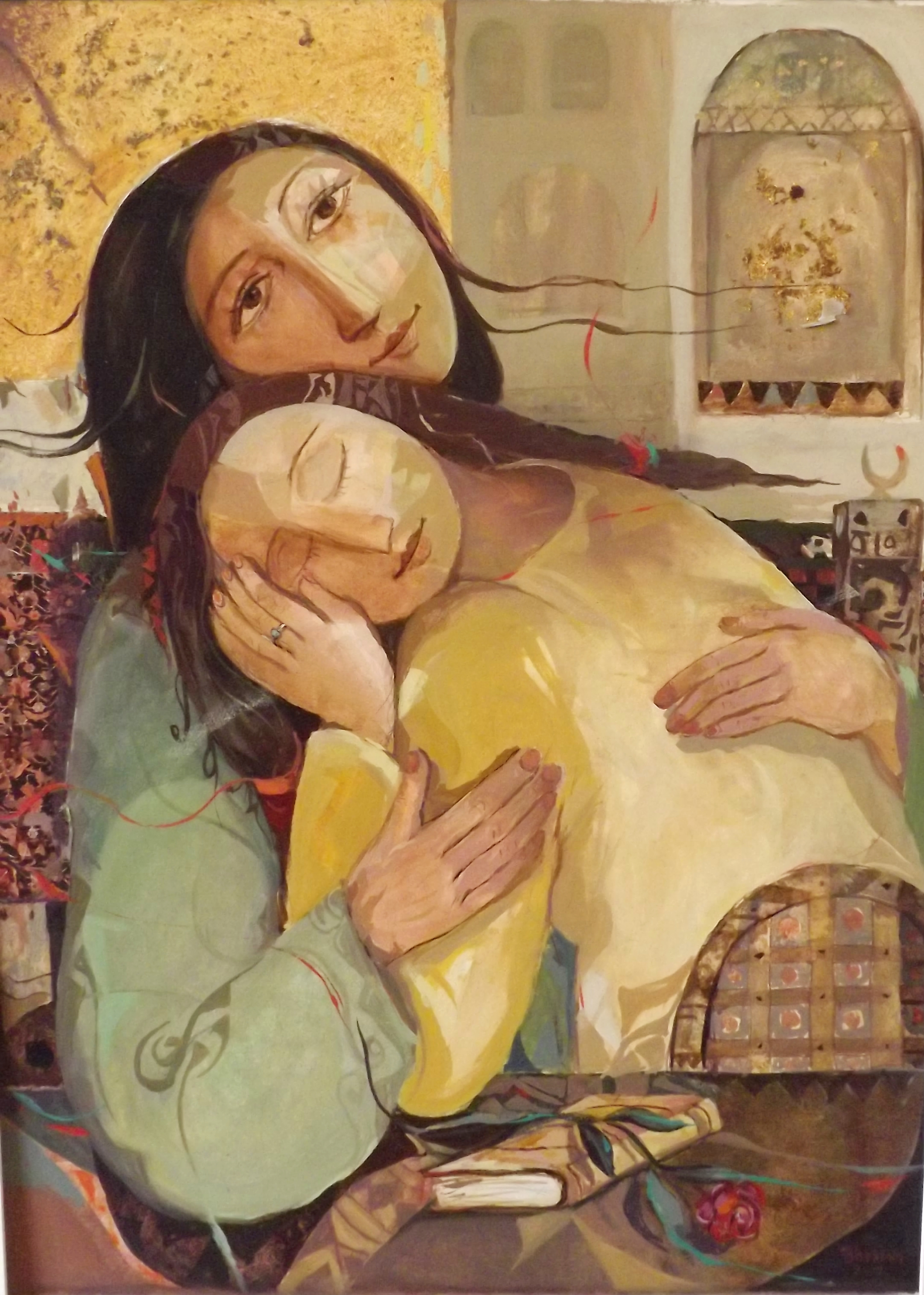
"Hommage à la femme", Acquarelle peinte par Ghassan Salman Faidi en 2012.

Le service culturel de la ville des Sables-d'Olonne invite Ghassan à exposer ses œuvres au prieuré Saint Nicolas. Le thème de cette exposition est une méditation sur la femme et les émotions humaines. «Avant d'être un artiste, dit-il, je suis un être humain. La peinture fait appel à la spiritualité de l'homme, c'est donc à chacun de lire mes toiles comme il le désire, les titres ne sont là que pour orienter le spectateur». Si la femme tient une part importante dans tous ses tableaux, ce sont pourtant de nombreux thèmes de société qui sont abordés dans le travail de Ghassan. Le bonheur, l'amour, mais aussi la tristesse de la guerre.
- Une invitation à un voyage au cœur de l'humain

Très marqué par les conflits que connait son pays et les difficultés du monde oriental, le peintre traite cependant tous ces sujets avec poésie et pudeur. Il évoque et suggère plus qu'il ne peint et chacun de ses tableaux est empreint d'une atmosphère toute particulière même si l'ensemble présente une grande cohérence. Depuis maintenant sept ans qu'il peint des femmes orientales, le sujet lui semble toujours inépuisable. « Pourquoi peignez-vous les femmes, demande le journaliste Gérard Héraud: La femme est sous-estimée dans les sociétés orientales, c'est pourtant le rêve, le plaisir, la beauté. Ce sont les hommes qui bloquent ces sociétés. Si  mon activité picturale contribue à une  évolution positive, explique-t-il, j'en suis heureux ». Sa démarche créative est résolument tournée vers l'humain, un travail qui évoque la liberté et la tolérance. 
- Message d'espoir - un style

Façonné par les deux cultures, Ghassan tente, à travers sa peinture, d'embrasser l'humanité dans ce qu'elle a de particulier et d'universel. Au fil des années, son œuvre lumineuse engendre des rencontres amicales de plus en plus nombreuses. Elle éveille l'espoir et la souffrance tapis dans le cœur des hommes qui la contemple « dans chaque peinture, j'essaie de créer une histoire », confirme Ghassan. Pour lui, le seul paysage qui vaille n'est autre que celui d'une humanité à capter telle qu'elle, dans sa complexité et son mystère. L'œuvre figurative libre de Ghassan dessine un pont entre l'Irak et l'Europe. Un mariage culturel que reflète la variété des techniques utilisées : aquarelle, huile avec intégration d'autres matières (papiers imprimés, collages), et des pigments pour ajouter des vibrations complémentaires à la grâce de ses scènes primitives. 
- Une technique, la symbolique de l'or

Aucune agressivité dans le rendu. les peines de vie sont en quelque sorte sublimées, sans distorsion de la matière plus ou moins acrobatiques. «Parfois, c'est la peinture qui me donne l'image. D'autres fois, c'est l'esquisse» observe Ghassan qui précise  : «quand je mets un bleu, ce n'est jamais gratuit. Il y a une raison. En regard de ce bleu, s'ajoute un rouge pour les vibrations. Dans une peinture, je ne fais jamais souffrir la couleur. J'ai ma propre stratégie : je démarre par l'aquarelle avant d'intégrer un lavis au café, puis je fixe. Arrive ensuite le sable, puis l'huile à marier très délicatement. Le sable... symbolique de l'or, du temps qui passe, adoucit et atténue le blanc pur. chaque fragment de la toile parle et produit une dynamique».

### Périple évolutif dans le temps d'un peintre en exil
- Ghassan expose aux Carroz

Peu de temps s'écoule avant que Ghassan ne commence à exposer ses œuvres aux yeux d'un public d'amateurs d'art. Après ses premières expositions à partir de 1981 à Paris et sa région environnante, c'est dans sa province, le pays vendéen où il choisit de s'installer, qu'elles se suivent régulièrement avec ce désir intense de s'y reconnaître en fusionnant le passé avec le présent. Lors de sa deuxième exposition aux Carroz en 1991, le journaliste Jean-Pierre Gandebeuf ressent la perplexité qui se dégage de sa peinture : perplexité d'un peintre qui ne peut rester indifférent aux évènements qui se déroulent dans son pays d'origine, au point de jeter sobrement sa douleur sur la toile, en pensant à tous ceux qu'il a laissé et qu'il ne reverra peut-être jamais. 
Ghassan n'est pas un nouveau venu aux Carroz. L'artiste y a déjà exposé avec son ami Bordenave pour l'inauguration de la fresque murale, fresque géante symbolique de la vocation internationale place de l'Ambiance. De retour en 1992 à la galerie Montmartre, c'est sa troisième expositions avec 19 nouvelles toiles, procédant de techniques mixtes, aquarelles, caparol (liant à peindre), sable et huile travaillée à l'aérographe. L'œuvre est remarquable par le mariage des couleurs orientales et occidentales, parfois avec des matières inattendues comme le sable et sa structure en vitraux qui lui donne cet éclairage mystique si particulier.
Sur le fond, Ghassan est toujours inspiré par la souffrance de son peuple constate le journaliste Jean Rosset, mais il en parle sans agressivité, en beauté et en douceur. Les femmes, les personnages centraux de ses toiles, portent sereinement sur leur visage la douleur en même temps que l'espoir d'une vie meilleure : « les cris d'une femme se marient avec la beauté dans ma peinture. J'essaie de donner un rythme musical entre la souffrance et la joie; seule, une toile intitulée Le mur des silences, réalisée il y a deux ans dans le cadre  du festival comportant ce thème où il est question de torture, est en noir et blanc, couleurs fondamentales. Je garde cette toile comme un témoignage de mon passé vécu, précise l'artiste ». 
- Le choc des cultures

Traditionnellement, l'exposition annuelle de peintures et de sculptures les 22 et 23 mai 1993 est uniquement réservée aux artistes Sarthois, Ruaudin prend un grand virage en invitant le peintre irakien Ghassan. Sa première exposition, trois ans auparavant, a profondément marqué ce public. De sa peinture, jaillit la synthèse des deux cultures qui l'imprègnent. Deux autres artistes, étrangers eux aussi, participent à cette exposition. C'est dire que l'exposition «peintures et sculptures» de Ruaudin prend l'allure d'une rencontre internationale.
- L'amour oriental sur toile

Une expression toute en arabesque, appuyée par une formation occidentale, telle est la peinture de Ghassan. Seize de ses dernières toiles servent de pôle d'attraction au salon de la peinture et sculpture, organisé par Ruaud'Anim à Ruaudin cette fin de semaine du mois de septembre 1993. Plus montmartrois qu'irakien, il traduit à travers la peinture, ses origines. Il exprime dans ses travaux l'occident tel qu'il l'imagine, c'est un désir. Il a besoin de trouver une issue pour progresser dans son talent. Son univers doit s'étendre afin de ressentir concrètement cette saveur latine de son occident. 
- Un peintre qui n'oublie pas sa terre natale

Revoilà Ghassan aux Carroz. ce mois de février 1994! l'artiste de l'association de Paris Carré ouvert repasse de nouveau par la galerie Montmartre cette semaine. Pour ce retour dans la station, le peintre accroche aux cimaises 18 tableaux récents. Certaines de ces œuvres réalisées en techniques mixtes : impressions sur papier, aérographe, huile et sable appliqués sur un fond d'aquarelle. Au-delà de la technique, Ghassan apparaît imprégné des évènements dramatiques de par le monde, et dans son pays d'origine en particulier. Dans sa pièce maîtresse, Le Dictateur, un obscur et terrifiant personnage situé dans l'ombre, portant le sabre, bardé de médailles et entouré de gardes du corps, oppresse le peuple symbolisé par les femmes.
- Situation embargo

L'actualité est également présente dans cette œuvre. Une toile ou la femme et la colombe sont victimes de la guerre. Les femmes? un sujet constant chez Ghassan comme dans Rendez-vous, Désir, Cri pour la paix, Moment de tendresse ou encore Timbre pour la femme. «Elles symbolisent la terre : si je perds ma mère, je perds ma terre, celle où je suis né» explique-t-il. L'artiste, témoin de son temps, évoque plus généralement la vie, l'amour, la paix et la souffrance, cette compagne fidèle de l'homme sans laquelle il n'y aurait pas de création. Les couleurs parlent dans «le silence de ses toiles», et leurs vibrations, qui cachent cette couche de souffrance, leur donnent le ton. 
- Complicité réciproque

Entre les carroziens et Ghassan, se crée une vraie complicité. Celle qui unit le public et cet artiste à travers son œuvre toujours inspirée des malheurs de sa terre natale. Pour cette septième exposition personnelle au mois de mars 1997, Ghassan expose 25 toiles. Ses tableaux rappellent des précédents par leur composition en vitrail, l'harmonie et l'éclat de leurs couleurs au service d'un message de paix. Leur apparence décorative ne masque pas, mais au contraire, embellit leur caractère universel. « J'ai envie d'être le porte-parole d'un Orient moderne, avec sa propre identité culturelle. Or l'Orient, c'est tellement triste actuellement », explique celui qui est aujourd'hui établi en France et empreint de la culture de l'Occident. 
- Démonstration picturale

« Un peintre n'a pas une vocation d'intellectuel, il parle avec sa sensibilité, ses couleurs, ses formes, en fixant sur la toile son ressenti » précise Ghassan. Habitant dans le petit village d'Angles, il partage aujourd'hui sa vie d'artiste en trois : une partie dans sa nouvelle terre d'adoption où il travaille et expose souvent, une autre à Paris où il a son atelier et fait à l'occasion quelques portraits sur la Place du Tertre, et la dernière pour les Carroz où il compte de nombreux amis. 
- Beaulieu-sous-la-Roche

L'association Art, culture et traditions, fidèle à sa philosophie, accueille du 26 septembre au 18 octobre 1998, les œuvres de Ghassan. Ces œuvres ne peuvent être dissociées de l'histoire du pays de l'artiste. Là encore, riche en couleurs, harmonieuse, sa peinture est tout à la fois : douceur, souffrance, alliance de culture orientale et occidentale, création cohérente et originale, message d'espoir. L'artiste ne se réclame pas d'un courant artistique particulier, son crédo : « être vrai, sincère dans ma recherche. J'appartiens à une génération en recherche d'identité ». Les créations de Ghassan témoignent de la volonté de briser les silences. Sa peinture engagée parle de son pays, de la souffrance, de l'exil, de la famille, de la femme, de l'amour, de la vie. 
- Hymne à l'espoir

Ses toiles évoquent son pays d'origine, l'Irak, mais aussi sa famille et les femmes, et sont empreintes de la culture orientale où il puise sa grande source d'inspiration, tout en intégrant la culture de son État d'adoption. À travers ses œuvres, à la fois fortes et tendres, on retrouve sa nostalgie mais aussi, parfois, une dénonciation de l'oppression du régime autoritaire irakien. Si durant la guerre du Golfe, les couleurs de ses peintures s'assombrissent et les thèmes durcissent, Ghassan revient à une expression plus gaie, plus lumineuse où la nostalgie fait place à un fort optimisme. À l'exemple de l'une de ses toiles, sans nom, représentant un visage mi-sombre, mi-éclairé, on retrouve cette ambivalence qui mêle la souffrance à une fabuleuse quête de la lumière.
- Sur un fond de nostalgie

Entre la capitale et la province, c'est aujourd'hui pour lui une question d'équilibre. À Paris, il retourne parfois se plonger dans un passé récent. À Angles, c'est un lieu de travail très calme, propice à la réflexion. C'est là d'ailleurs, dans son atelier conçu dans le style régional et adapté à ses besoin, qu'il organise son futur pictural. Si le pied reste posé sur le sol français, son esprit vole toujours vers son pays natal. L'artiste use de la peinture comme d'une arme de combat pacifique. Ses dernières œuvres réalisées en techniques mixtes, sont le reflet du regard qu'il porte sur le sort frappant les siens.
- Double détente pour Ghassan

Dans ses nouveaux tableaux, Ghassan commence à occulter son douloureux passé, source de son angoisse. Sa peinture devient plus sensuelle avec ses couleurs vives et optimistes et ses blancs sereins, avec des colombes pour inviter tous les hommes à vivre en paix. 
Le peintre est en totale harmonie avec ses peintures où il fait revivre son passé irakien tout exalté de chaleur sahélienne et des visages féminins qui méditent devant leur triste sort avec une grande noblesse dans le cœur. Ce mois d'août 1999, Ghassan expose ses toiles à la salle de la Détente angloise sous l'égide de diverses personnalités : Pierre Daviet, maire d'Angles, Hubert Moilé, maire de La Jonchère, Denis Chauvin, président de l'office du tourisme, et de Léon Aimé, vice-président du conseil général. 
- Un orientalisme moderne

Ghassan signe sa première exposition angevine à l'hôtel de la Godeline durant le mois de mai 2001. En constante évolution, il dit vouloir défendre dans sa peinture un «orientalisme moderne». Ici, quarante œuvres puisées dans le parcours du peintre dégagent à la fois poésie et spiritualité.
On y perçoit aussi l'influence de l'art du vitrail qu'il pratiquait à Paris, et la volonté constante de faire vibrer les formes, le plus souvent rondes, et les lumières tout en gardant la primauté au dessin. Réalisées en techniques mixtes (pigments de couleur, sable, collage, impression), ses toiles et aquarelles résolument figuratives célèbrent la féminité, le couple, la relation familiale vue comme ciment de la société. Souvent à dominante bleue, elles sont de facture moderne, tout en s'inspirant de la manière des peintres classiques et des grands contemporains. 
- Mémoire et miroir de l'Irak en trois temps

L'association «Les lecteurs de Bagdad» accueille trois artistes irakiens à l'Ancien marché de l'Arsenal La Rochelle : . Ghassan organise cette exposition de rencontre avec deux de ses amis, Faisel Laibi Sahi (en) né en 1947, et Haider Ali Abas le plus jeune, né en 1966. Ce dernier, bloqué à Bagdad, n'assiste malheureusement pas au vernissage qui se déroule au mois de mars 2007. 
La scénographie de l'exposition «Mémoires et miroirs d'Irak» permet de jouer avec l'ombre des spectateurs et d'entrer dans les toiles exposées par ces trois peintres, comme on entre dans une vie. Les murs de l'ancien marché sont blanchis à la chaux et les spots lumineux affectent des dômes et des coupoles : un univers rêvé de Damas et Bassorah. Ces trois artistes veulent démontrer qu'il existe là des gens qui ont une vie limpide et vivante, cherchant à être heureux. 
- Ghassan inaugure son nouvel atelier

Le 5 août 2011, Ghassan expose dans son nouvel atelier à Angles. À cette occasion, le journaliste Didier Leaners s'adresse à Ghassan « pour quelles raisons installer votre nouvel atelier à Angles: mon épouse est vendéenne d'adoption et je suis très sensible à l'accueil des vendéens, mais aussi pour la lumière et le soleil de cette région. D. L. en regardant vos toiles, on se demande pourquoi tant de femmes ont la tête penchées?: la femme est pour moi le symbole de l'humanité universelle. Je la peins dans tous ses états, soumise, malheureuse, rebelle, fière, amoureuse, maternelle mais toujours sensuelle. Elles sont la source de la vie ».
Lors du vernissage, nombre d'invités, de visiteurs de passage et d'amis, sont présents. Parmi ces derniers, Raphaël Toussaint, un peintre bien connu dans la région, proche ami de l'hôte, est remarqué et invité à dire quelques mots en l'honneur de son ami :
« Qui peut, mieux que Ghassan, artiste venu de d'orient, nous conter celui-ci et le traduire à travers sa peinture, toute porteuse de messages et de symboles. En dehors de l'homme que j'ai appris à connaître, sa personnalité d'artiste s'impose par sa simplicité naturelle où l'on découvre bonté, générosité et chaleur humaine spontanée. Sa peinture est riche et lumineuse, elle se rapproche souvent de l'art du vitrail et ses thèmes peuvent s'inspirer de scènes bibliques selon le regard de chacun. Ses techniques sont complexes et parfaitement abouties. Dans son atelier qu'il nous fait découvrir ce soir. » s'exprime l'orateur.

## Expositions

### Expositions personnelles
- 1970 72 73 : Salon de l'Art Traditionnel de Bagdad
- 1981 : Salon Vitatop Paris
- 1990 à 2006 : Galerie Atelier – Les Carroz (74)
- 1992 : Galerie LA Baguette Magique - Carouge en Suisse
- 1994 : Galerie Fleur d'eau – Saint-Florent-le-Vieil
- 1998 : Maison de l'Art - Beaulieu-sous-la-Roche– Vendée
- 1999 : Salle de la Détente angloise - Angles
- 2001 : Hôtel de la Godeline – Angers
- 2003 : Prieuré St Nicolas – Les Sables-d'Olonne
- 2006 : Espace Robert Pineau – La Roche-sur-Yon
- 2007 : Orangerie – La Mothe-Saint-Héray
- 2009 : Galerie du Sénéchal – Les Lucs-sur-Boulogne
- 2009 : Les Caves Rivières – La Roche-sur-Yon

### Expositions collectives
- 1977/78/79 : Atelier de M. Bertholle, - École des Beaux Arts Paris
- 1982 : Mairie de Montreuil - Seine-Saint-Denis
- 1982 : Fiabad - Nanterre - Hauts-de-Seine
- 1983 : Espace IV - les Halles Paris
- 1984 à 1988 : Salon de Saint-Ouen
- 1986 : Exposition peinture moderne - Rennes
- 1986 : Académie de Lutèce - Paris (Médaille de Vermeil)
- 1988 : Exposition - Damas (Syrie)
- 1988 : Salle de la Croix Rouge - Paris
- 1988 : Exposition itinérante (Peintres de Montmartre) - Norvège
- 1989 : BNP Place Vendôme - Paris
- 1989 : Inauguration Centre culturel de Saint-Ouen
- 1989 : Salle ST Pierre - Montmartre
- 1990/91/92 : Salon d'Enghien-les-Bains - (Médaille d'Argent et Or)
- 1990 : Galerie Simonoff - Enghien-les-Bains
- 1990 : CNIT La Défense - Paris
- 1991/92 : Salle des Ventes de Drouot - Paris
- 1993 : Salon de Ruaudin - Sarthe
- 1990 : Atelier Portes Ouvertes en St Denis
- 1994/95 : Galerie Danielle Gauthier - Megève
- 1994 : Hôtel Meurice - Calais
- 1995/96 : Galerie Dominantes - Brantôme - Paris
- 2001 : Le Vent des Arts (Invité d'Honneur) - La Tranche-sur-Mer - Vendée
- 2002 : Salon de Baugé - Maine-et-Loire
- 2002 : Salon de Thouars - Deux-Sèvres (Invité d'honneur)
- 2006 : Échanges de Regards – Aubigny
- 2007 : L'Arsenal - La Rochelle
- 2009 : Galerie du Sénéchal - Les Lucs-sur-Boulogne - (Deux signatures de la peinture contemporaine, Raphaël Toussaint - Ghassan)
- 2011- : La Grange Aux Dimes - Seine-et-Marne (Invité d'honneur)

### Musées
- Saint-Ouen (Musée) :
  - Feu d'artifice sur Bagdad, datée 1993, H.S.T 116x89.